# 1986年飓风查利
飓风查利（英語：Hurricane Charley）是1986年大西洋飓风季造成损失最严重的热带气旋，也是该季第三场热带风暴和第二场飓风，源于8月13日佛罗里达州西北狭长地带沿线的亚热带低气压区。进入南卡罗莱纳州近海后，系统转变成热带气旋，再于8月15日增强成热带风暴。之后查利达到飓风强度标准，然后从北卡罗莱纳州经过。气旋在北大西洋上空逐渐减弱，于8月20日转变成温带气旋。风暴残留之后一个多星期里一直保持着相当强度，最终于8月30日穿越不列颠群岛的过程中消散。
这场风暴给美国东南部大部分地区带去轻到中度降水，缓解了喬治亞州和南卡罗莱纳州的旱情。飓风在北卡罗莱纳州登陆，造成的主要影响包括潮汐洪灾和树木断裂。气旋给弗吉尼亚州东南部带去狂风，导致11万人失去供电。大西洋海岸向北直至马萨诸塞州都受到了轻度破坏。北卡罗莱纳州和弗吉尼亚州各有一人因交通意外丧生，马里兰州还有一架飞机坠毁，导致三人遇难。整个美国一共遭受了约1500万美元（1986年美元，相当于2025年的4303萬美元）的损失，此外纽芬兰岛有一人溺亡。
成为温带气旋后，查利给英国和爱尔兰带去狂风暴雨，造成至少11人死亡。爱尔兰的24小时降雨量创下新纪录，并且超过200毫米的降水也刷新了该国的单日降雨量纪录。爱尔兰因这些降水引发大规模洪灾，造成两条河流溢出，都柏林地区有451幢建筑被淹，部分水深达2.4米。英国国内多条河流泛滥，输电线缆受损，树木被吹断。

## 气象历史
8月11日，佛罗里达州南部到墨西哥湾东南部存在一片带有对流的低压槽，这片扰动天气向北扩散，于8月12日催生出一片广阔的低气压。低气压逐渐北上进入佛罗里达州西北狭长地带上空，其组织结构在与一片逐渐减弱的锋融合后略有改善。8月13日，美国国家飓风中心将位于墨西哥湾北部沿岸、阿巴拉契湾（Apalachee Bay）附近的系统归类为正在发展的亚热带低气压。该机构给亚热带气旋的定义是“拥有热带和温带气旋双重特征，并且没有锋区的低气压系统”。
成为亚热带低气压后，气旋向东北方向穿过喬治亞州，然后向东转向，离开南卡罗莱纳州进入大西洋。系统行进路线受副热带高压脊（即大范围的高气压带）的西部边缘影响，在陆地上空移动期间组织结构也得到改善，于8月15日在南卡罗莱纳州查尔斯顿东南方向约110公里海域转变成热带低气压。低气压继续增强，飓风猎人侦察机的报告表明系统于8月15日晚达到热带风暴标准。由于北面存在一片较弱的高压脊，风暴起初在北卡罗莱纳州近海缓慢向东移动，然后因西面有低压槽逼近而转向东北偏北。查利的覆盖范围很广，强度也逐渐增大，中心附近的单层对流环还发展成了风眼墙。协调世界时8月17日中午12点，风暴在距北卡罗莱纳州海岸线仅21公里洋面达到飓风强度。两小时后，飓风查利从恐怖角（Cape Fear）附近登陆，随后从该州东部穿过。

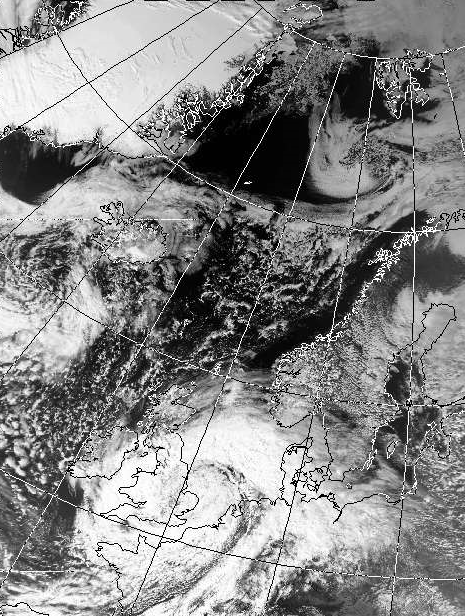
温带风暴查利从爱尔兰和英国上空经过

飓风查利在进入陆地上空期间不但没有减弱，反而继续增强，从北卡罗莱纳州和弗吉尼亚州边界附近重返大西洋时达到最大持续风速每小时130公里的最高强度。不过，飓风在达到最高强度不到12小时后就减弱成了热带风暴。之前令查利北上的低压槽逐渐逼近，迫使风暴加速向东北方向前进，之后又朝东转向，于8月19日到达马萨诸塞州南塔克特东南方向约130公里海域。由于低压槽的强度并不是很大，系统转变成温带气旋的过程较为缓慢，不像其他热带气旋在受到强烈低压槽影响时那样会较快地完成这一转变过程。风暴在拥有热带和温带系统双重特征、或是亚热带系统特征状态下保持了数天之久。到了8月21日，查利已在加拿大大西洋省份以南洋面完全转变成温带风暴。
转变成温带气旋后，查利因斜压不稳定而重新增强，风暴逐渐穿越北大西洋，覆盖范围非常广，风力达到较强的烈风标准。查利在温带气旋状态下的气压降至980毫巴，比热带气旋状态下的气压还要低。8月24日，系统催生出另一个相互分离的温带气旋，该气旋起初向东北方向移动，之后在西班牙附近海域转向过程中消散。查利的残留加速逼近不列颠群岛，从爱尔兰以南经过后再于8月27日穿过大不列颠。系统在北海以逆时针环路行进并减弱，最终于8月30日在丹麦附近消散，同时其西南方向又发展出了新的环流。

## 对北美洲的影响

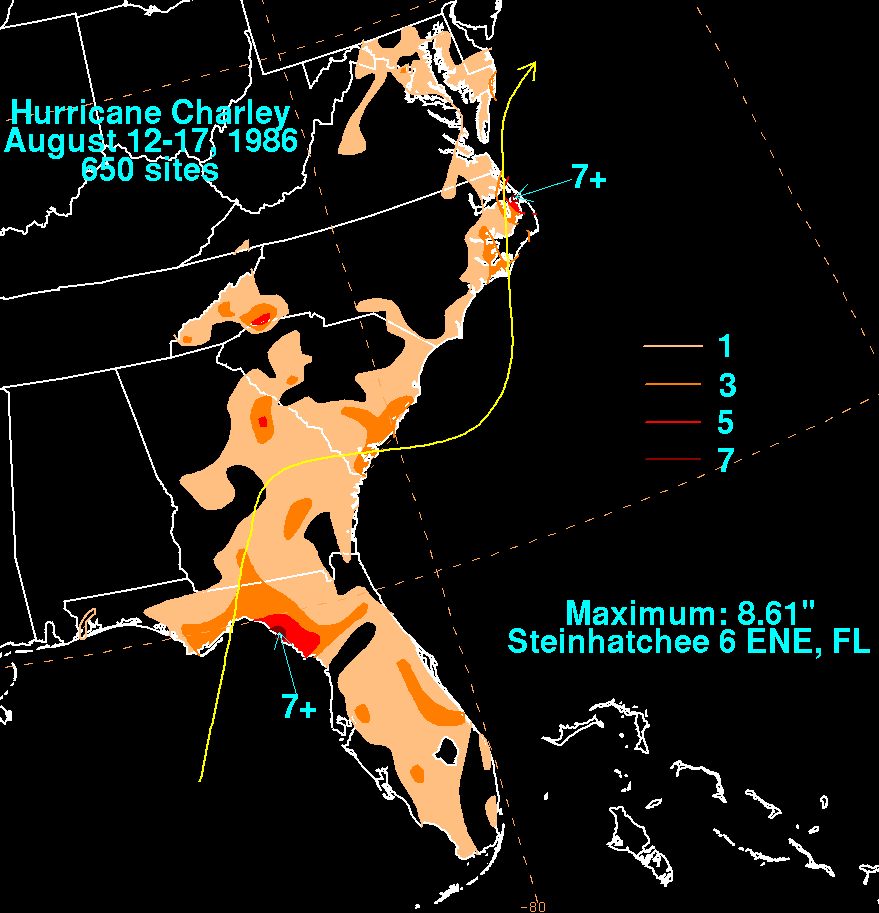
飓风查利在美国产生的降水分布

### 美国东南部
飓风沿美国东岸平行移动，其确切路径和强度难以确定，因此美国国家飓风中心针对查利发布了多种热带气旋警告，该机构在风暴过后进行重新分析时表示，这类情况下的警告程序非常复杂。该机构一度认为气旋不会对陆地构成影响，在第一份公告中预测查利有22%的可能会在距陆地105公里近海掠过，并且这也是风暴距南卡罗莱纳州海岸最近的时刻。飓风登陆约16小时前，美国国家飓风中心向博格水湾到俄勒冈水湾的北卡罗莱纳州海岸沿线发布烈风警告，同时帕姆利科湾（Pamlico Sound）也收到了烈风警告。之后风暴的强度和路径都已明了，烈风警告因此由飓风警告代替，并且向西直至北卡罗莱纳州彭德县托普塞尔比奇（Topsail Beach）、向北至弗吉尼亚海滩都收到了烈风警告。外滩群岛有多达一万人撤离，导致离开当地的多条道路交通堵塞。奥克拉科克岛（Ocracoke）部分居民乘6艘渡轮撤离，但还是有许多人无法离开。
飓风查利影响了美国的至少10个州，共导致5人丧生，经济损失约1500万美元（1986年美元，相当于2025年的4303萬美元）。系统还处于扰动天气阶段时就给佛罗里达州大部分地区带去降水，其中泰勒县南部沿海的斯坦哈奇（Steinhatchee）总计达到219毫米，是这一天气系统在美国产生降雨量最高的地点。佐治亚州和南卡罗莱纳州也普遍出现小到中雨，缓解了这些地区严重的灾情，只是降水仍然大部分集中在海上。
查利以飓风强度的最低标准从北卡罗莱纳州东部经过，给局部地区带去强烈阵风，其中戴尔县弗里斯基（Frisco）最强，达每小时130公里，但没有任何气象站记录下飓风强度的持续风速。气旋在海岸沿线产生降水，曼蒂奥（Manteo）附近降雨量超过175毫米。风暴上岸期间产生强烈的潮水，在达克（Duck）一处渔业码头达到1.76米高。哈特拉斯角附近一位女性因试图开车行经被淹的道路而导致溺亡。飓风沿途有多条道路和桥梁被淹，水深达0.91米，12号北卡罗莱纳州州道位于哈特拉斯岛（路段也在其中。外滩群岛共有8000人家中停电，但造成的破坏很小，仅限于木瓦和屋顶受损。北卡罗莱纳州所受影响主要是潮汐洪灾和树木倒塌所致，初步估计经济损失约40万美元（1986年美元，相当于2025年的115萬美元）。

### 美国东北部和加拿大

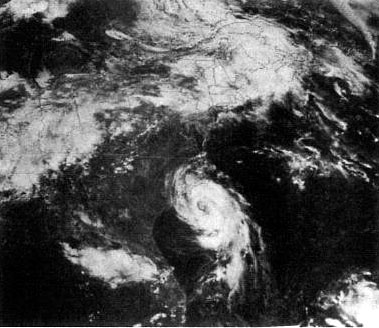
气旋达到热带风暴强度前不久的卫星图像

随着查利穿越北卡罗莱纳州东部，飓风警告也相应朝北面扩展，先是到达弗吉尼亚海滩，接下来又延伸到北安普顿县的开普查尔斯（Cape Charles），再又到达马里兰州的特拉华州边境，最终一直向北扩展至新泽西州蒙茅斯县的桑迪胡克（Sandy Hook）。诺福克国际机场在风暴来袭前封闭，海岸沿线有超过9000人疏散到避难所。弗吉尼亚州东南部普遍出现热带风暴强度大风，开普查尔斯的阵风时速达到133公里。切萨皮克湾隧桥上的一个气象站记录下每小时157公里的持续风速，阵风时速则有168公里。桥梁隧道也因阵风影响在夜间关闭。大风刮倒了许多树木，诺福克一位司机因驾车撞到倒塌的树上导致伤重不治。弗吉尼亚海滩有一家酒店的屋顶被风刮掉，还有两套正在建设的民房被毁。全州有11万用户失去供电，但降雨量总体而言很小，诺福克的24小时总计雨量也只略多于25毫米，当地的哈里森码头有76米毁于大浪。初步估计弗吉尼亚州的损失额度约为100万美元（1986年美元，相当于2025年的287萬美元）。
风暴北部环流的雷暴给马里兰州带去中等程度降水，雷暴还导致一架轻型飞机在巴尔的摩附近坠毁，机上3人丧生。马里兰州普遍出现降雨，其中圣玛丽斯县好莱坞（Hollywood）降雨量最高，达到105毫米。特拉华州境内都出现了热带风暴强度大风，最高阵风时速则是里霍伯斯滩记录下的121公里。马里兰州和特拉华州都只有局部地区受到轻度破坏。新泽西州长滩岛记录下飓风强度阵风，大西洋城的降雨量为33毫米。该州最偏南面的几个县有约1.5万用户因狂风导致供电中断。纽约曾在一年前因飓风格洛丽亚导致数以千计的用户家中停电，长岛照明公司于是安排了更多工作人员做好应对准备。小雨和阵风一共延伸到了纽约都会区。
政府向马萨诸塞州巴恩斯特布尔县的查塔姆（Chatham），以及马萨葡萄园岛和南塔克特发布烈风警告。查利在马萨诸塞州南部经过期间也给该州东南部带去降水。南塔克特记录下81毫米降雨，查塔姆的24小时降雨量也有68毫米。南塔克特还记录下每小时96公里的持续风速，该岛还遭遇了1到1.2米高的风暴潮。高涨的潮水和暴雨导致南塔克特出现严重的街道洪灾。许多船只受损或是搁浅，南塔克特港有一艘大型船只沉没。该岛所受损失价值约7.5万美元（1986年美元，相当于2025年的21.5萬美元）。
风暴转变成温带气旋前掠过新斯科舍海岸，产生时速105公里的阵风和总计116毫米的中等程度降水。新斯科舍和新不伦瑞克沿海有许多船只因大浪受损，纽芬兰岛的圣约翰斯有一人遇难。

## 对欧洲的影响

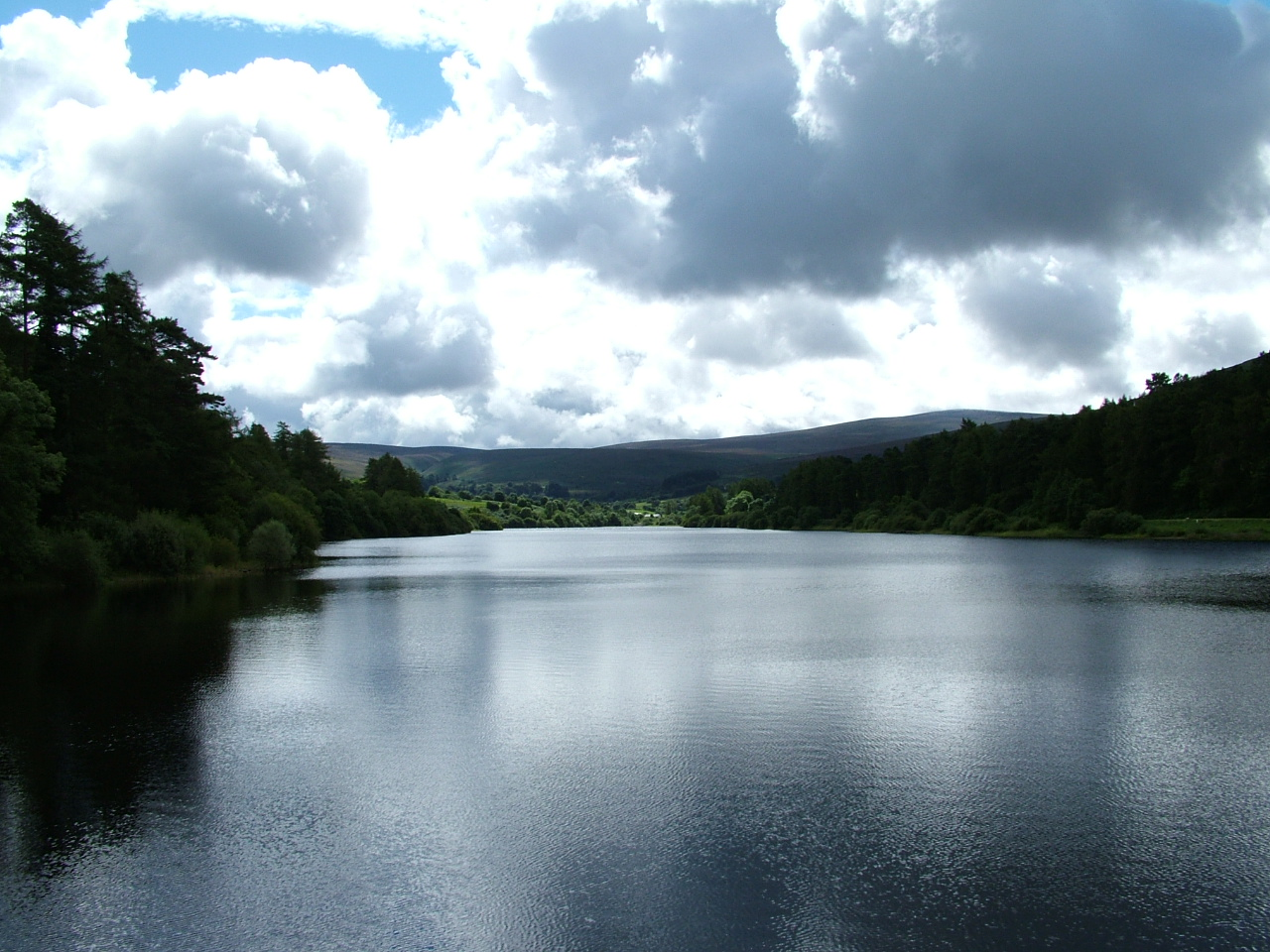
爱尔兰的水库大坝因查利而上涨到溢出的边缘

查利转变成温带气旋后，英國氣象局在风暴到达前发布天气警报，称有可能因“极端暴雨引发局部洪灾”。北爱尔兰到大不列颠、以及大不列颠到法国间的渡轮服务因风暴威胁中止。风暴残留以风速每小时85公里强度从爱尔兰和英国上空经过，两国大部分地区都受到气旋所产生降水的显著影响，只有英国的苏格兰地区例外。英吉利海峡有高达8米的狂浪，一艘船受到破坏并进水，不过船上31人都获直升机及其它船只求援。整个英国有至少11人死亡。
8月25日，气旋在爱尔兰岛以南近海掠过并产生狂风暴雨，海岸沿线受到严重影响，风力时速有105公里。该国普遍出现降水，降雨量最高的基皮尔山（Kippure）高达280毫米。当地一处气象站在24小时内记录下超过200毫米降水，创下该国单日降雨量的新纪录。风暴期间该国刷新了多项24小时降雨纪录，凯斯门特机场以41.5毫米和66.2毫米分别创下6小时和12小时的降雨量新纪录。降水导致部分地区出现洪灾，特别是都柏林地区有451幢建筑被淹，部分水深达2.4米，一度有报道称这是都柏林历史上最严重的洪灾。多德尔河（River Dodder）和达格尔河因降雨导致溢出。达格尔河位于布瑞境内河段泛滥，部分地区水深达1.5米，迫使约1000人疏散，许多有特殊需要的人只能乘船撤离。洪水在该市以北约1600米处爆发，对超过500套民居构成破坏，还推倒了许多树木。洪水退去后，当地政客承诺增强防洪保障，但该市在风暴过去至少20年后仍然无法抵卸这一程度的洪水袭击。多德尔河也出现泛滥，南都柏林郡的一处水库水坝几近溢出。之后这里增加了更多溢洪道来应对类似的洪水冲击。降雨在威克洛山脉引发显著地表径流，河流沿线受到侵蚀。风暴途经之处农作物严重受损，给该国农业贫困人口的处境雪上加霜。爱尔兰至少有5人丧生，其中4人是因河流泛滥淹死，第5人则是洪灾期间正获救援时心脏病发去世。风暴过去两个月后，爱尔兰政府拨款644.9万爱尔兰镑（相当于1986年的865万美元和2025年的2481萬美元），用于修复受气旋破坏的道路和桥梁。
风暴在英国南部经过时也对该国产生了影响。威尔士的单日降雨量创下新纪录，达费德（Dyfed）降水超过100毫米。部分区域的降雨量达到百年一遇水平。风暴袭击时正逢暑期银行假日，恶劣天气引发了多起交通事故。暴雨导致河流泛滥，多人被水卷走，官员为此调派船只和直升机协助救援，但仍有至少3人在河中溺亡。坎布里亚郡和格洛斯特郡出现严重水灾，风暴推倒的树木及中断的输电线路还导致许多道路封闭。风暴来袭时，首届伯明翰超级大奖赛赛车比赛刚刚开始，但由于天气恶劣导致能见度欠佳引发了一起交通事故，因此比赛予以暂停。威尔士西南部的卡马森郡小镇怀特兰（Whitland）有当地军人协助救援，之后他们又参与了清理工作。威尔士在风暴过后有5人失踪，估计都已溺亡，另外北爱尔兰的纽里也确认有一人丧生。